# 더 높은 충성심

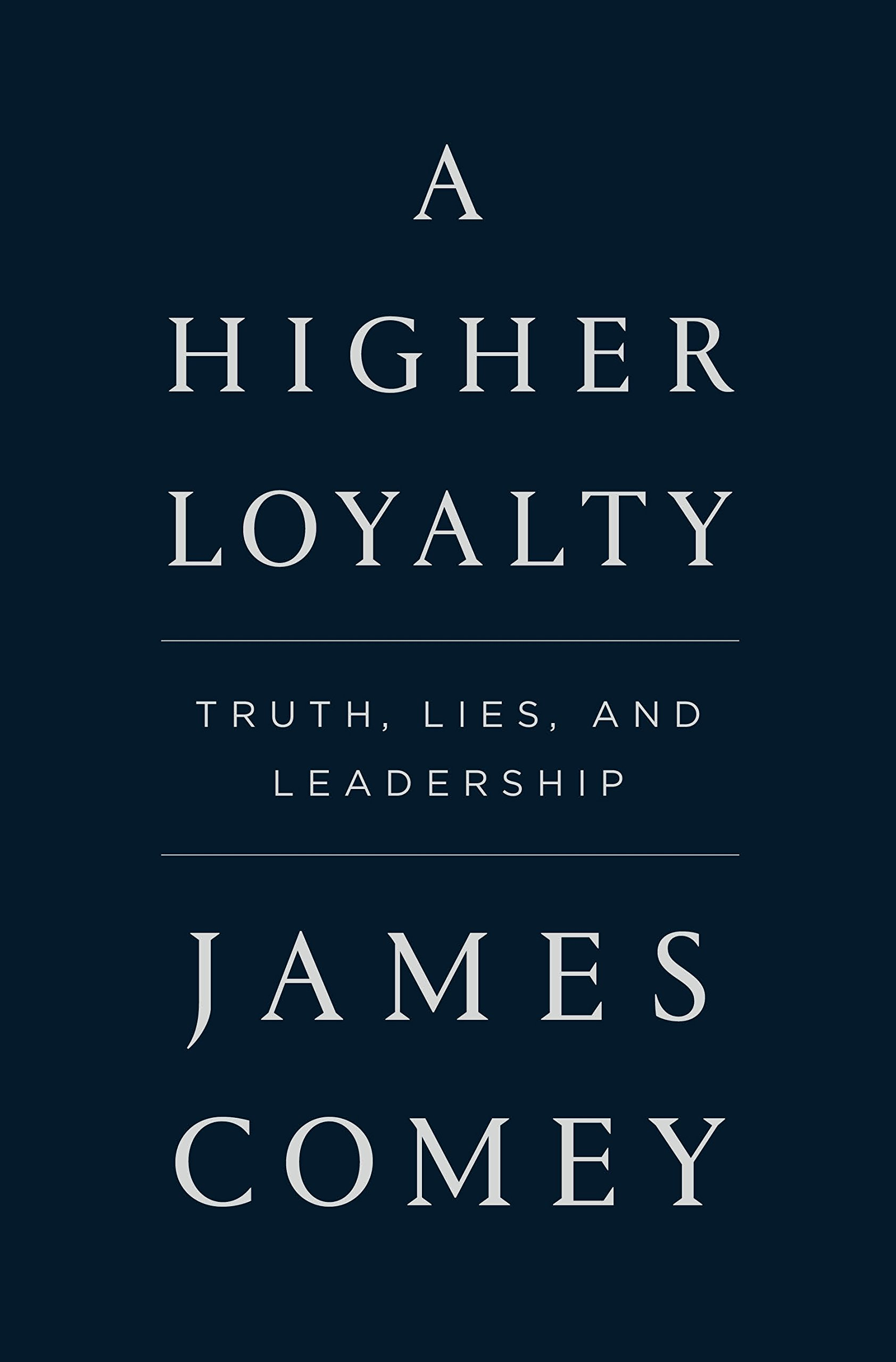

더 높은 충성도: 진실, 거짓말 및 리더십 (A Higher Loyalty: Truth, Lies, and Leadership)은 미국의 FBI 전임 국장인 제임스 코미의 책이다. 이 책은 그를 2017년에 5월에 해임시킨 도널드 트럼프 대통령과 관계, 그의 삶과 그의 공적임무을 통하여 도덕성과 리더십을 논의하고 있다.
2018년 4월 17일에 Macmillan Publishers 의 Flatiron Books에 의해 출판되었다.